# Anel Werner von Siemens
O Anel Werner von Siemens (em alemão:  Werner-von-Siemens-Ring) é considerado estar entre as maiores premiações para as ciências técnicas na Alemanha. Foi concedido de 1916 a 1941 e desde 1952 aproximadamente a cada três anos pela "Fundação Anel Werner von Siemens". A fundação foi estabelecida em 13 de dezembro de 1916, por ocasião do centésimo aniversário de nascimento de Werner von Siemens. A fundação está localizado em Berlim e é tradicionalmente administrada pela Federação Alemã das Associações Tecnocientíficas (DVT). Antes de 1960 o nome da premiação era simplesmente Anel Siemens (em alemão:  Siemens-Ring ou Siemensring).
O prêmio é na forma de um anel de ouro com esmeraldas  e rubis representando as folhas e os frutos de loureiro, colocados em um estojo individual com a foto de Werner von Siemens e uma dedicatória ao laureado.
O patrono do conselho administrativo da fundação é o Presidente da Alemanha, sendo presidente do conselho é o presidente da Physikalisch-Technische Bundesanstalt. O conselho é responsável pela eleição do laureado. Membros do conselho são os já possuidores do anel e representantes dos membros das sociedades científicas e técnicas.

## Laureados[2]
- 1916 - Carl von Linde
- 1920 - Carl Auer von Welsbach
- 1924 - Carl Bosch
- 1927 - Oskar von Miller
- 1930 - Hugo Junkers
- 1933 - Wolfgang Gaede
- 1937 - Fritz Todt
- 1941 - Walther Bauersfeld
- 1952 - Hermann Röchling
- 1956 - Jonathan Zenneck
- 1960 - Otto Bayer, Walter Reppe e Karl Ziegler
- 1964 - Fritz Leonhardt, Walter Schottky e Konrad Zuse
- 1968 - Karl Küpfmüllere Siegfried Meurer
- 1972 - Ludwig Bölkow e Karl Winnacker
- 1975 - Wernher von Braun e Walter Bruch
- 1978 - Rudolf Hell
- 1981 - Hans Scherenberg
- 1984 - Fritz Peter Schäfer
- 1987 - Rudolf Schulten
- 1990 - Artur Fischer
- 1993 - Eveline Gottzein
- 1996 - Carl Adam Petri
- 1999 - Dieter Oesterhelt
- 2002 - Jörg Schlaich
- 2005 - Berthold Leibinger
- 2008 - Bernard Meyer
- 2011 - Hermann Scholl e Manfred Fuchs
- 2015 - Martin Herrenknecht[3]
- 2017 Joachim Milberg e Hasso Plattner[4]
- 2020 Jens Frahm[5]
- 2022 Uğur Şahin, Özlem Türeci, Christoph Huber, Katalin Karikó, Stefan Hell